# Israelisch-osttimoresische Beziehungen
Israel und Osttimor unterhalten freundschaftliche Beziehungen.

## Geschichte

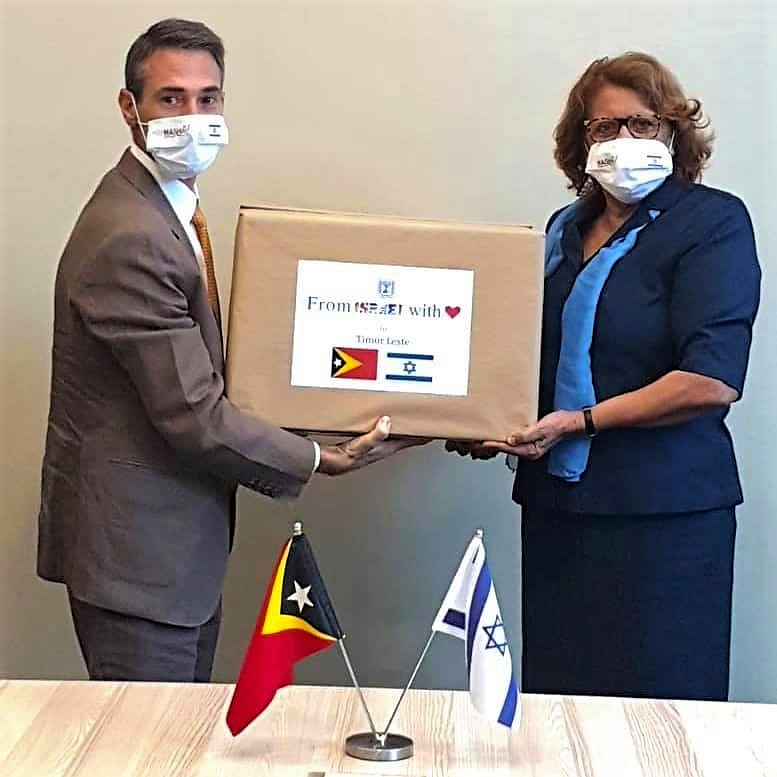
Israels Botschafter Sagi Karni übergibt Osttimors Botschafterin in Singapur Natália Carrascalão Antunes Labormaterial für die Bairro Pité Clinic (2020)

Nach der endgültigen Unabhängigkeit von Osttimor am 20. Mai 2002 erfolgte die gegenseitige Anerkennung am 29. August 2002. Am 1. März 2004 nahm Osttimor auch diplomatische Beziehungen mit den Palästinensischen Autonomiegebieten auf.
2011 besuchte Osttimors Präsident José Ramos-Horta Israel und traf den israelischen Staatspräsidenten Schimon Peres. Er warb für Unterstützung in den Bereichen Landwirtschaft und maritime Sicherheit. Am Leonard Davis Institute for International Relations der Hebräischen Universität Jerusalem hielt Ramos-Horta einen Vortrag über „Friedensbildung, Staatsaufbau und Aussöhnung: Erfahrungen und Perspektiven“. Ramos-Horta besuchte auch die Palästinensischen Autonomiegebieten und sprach mit deren Vertretern.
Auf der 72. Generalversammlung der Vereinten Nationen 2013 erklärte Osttimors Präsident Taur Matan Ruak seine Unterstützung für das Recht der Völker Palästinas und Israels, Seite an Seite in Frieden, Würde und Sicherheit zu leben, und begrüßte die Wiederaufnahme direkter Gespräche, die zur Schaffung zweier souveräner Staaten führen sollten.
Bei der Abstimmung zur Resolution A/RES/ES-10/19 der UN-Generalversammlung zum Status der Stadt Jerusalem als Hauptstadt Israels war der Vertreter Osttimors nicht anwesend.

## Diplomatie
Israels Botschafter in Singapur ist auch für Osttimor akkreditiert. Der erste israelische Botschafter Itzhak Shoham übergab seine Akkreditierung am 29. August 2002.

## Wirtschaft
Für 2018 gibt das Statistische Amt Osttimors keine Handelsbeziehungen zwischen Osttimor und Israel an.

## Entwicklungshilfe
Israel und Osttimor arbeiteten von 2015 bis 2017 im Bereich Landwirtschaft zusammen. In dieser Zeit wurden osttimoresische Studenten vom israelischen Ministerium für Landwirtschaft und Fischerei ausgebildet. Außerdem absolvierten Angehörige der Verteidigungskräfte Osttimors (F-FDTL) Trainingsseminare in Israel.